# Nippon Life
Nippon Life Insurance Company (также известная как Nissay) — японская страховая компания, крупнейшая в Японии в страховании жизни по количеству страховых полисов (около 10 млн).
В списке крупнейших компаний мира Fortune Global 500 за 2021 год Nippon Life заняла 111-е место. В 2015 году компания заняла 36-е место среди крупнейших инвестиционных компаний мира по размеру активов под управлением ($595,6 млрд).

## История
Компания была основана в 1889 году Сукесабуро Хиросе (Sukesaburo Hirose) под названием Nippon Life Assurance Company и стала первой японской крупной компанией по страхованию жизни (до этого подобную деятельность преимущественно осуществляли общества взаимопомощи в религиозных общинах). Компания быстро росла и начала развивать инвестиционную деятельность. Поражение Японии во Второй мировой войне поставило компанию, как и страну в целом, в тяжёлое финансовое положение, и Nippon Life в 1947 году была преобразована из общества с ограниченной ответственностью во взаимную страховую компанию (то есть держатели полисов становились совладельцами компании). С 1960-х годов компания начала заниматься также пенсионным страхованием и рентой. В 1970-х годах был расширен спектр инвестиционной деятельности на потребительские кредиты, недвижимость и облигации. В 1981 году Nippon Life стала первой японской компанией, инвестировавшей в недвижимость в США (была куплена 50-процентная доля в офисном центре в Нью-Йорке). В 1997 году в партнёрстве с американской компанией Putnam Investments было начато освоение нового направления деятельности — управление активами.

## Деятельность
Основными направлениями деятельности компании являются страхование жизни и управление активами. Также компания занимается другими видами страхования, лизингом, венчурным финансированием, издательской деятельностью.
Приоритетным регионом является Япония, однако значительно присутствие Nippon Life и в США, имеются представительства в Великобритании и Германии, а также дочерние компании в КНР, Индии, Индонезии, Таиланде.
| Год                 | 2000  | 2001  | 2002  | 2003  | 2004  | 2005  | 2006  | 2007  | 2008  | 2009  | 2010  | 2011  | 2012  | 2013  | 2014  | 2015  | 2016  |
| ------------------- | ----- | ----- | ----- | ----- | ----- | ----- | ----- | ----- | ----- | ----- | ----- | ----- | ----- | ----- | ----- | ----- | ----- |
| Оборот              | 8,742 | 7,525 | 7,981 | 7,454 | 7,211 | 6,504 | 6,924 | 6,623 | 6,608 | 6,693 | 6,690 | 6,730 | 7,168 | 7,201 | 6,829 | 7,410 | 8,058 |
| Чистая прибыль      | 0,379 | 0,299 | 0,279 | 0,113 | 0,199 | 0,203 | 0,205 | 0,305 | 0,259 | 0,152 | 0,244 | 0,225 | 0,225 | 0,248 | 0,247 | 0,308 | 0,403 |
| Активы              | 43,41 | 44,26 | 45,51 | 43,91 | 45,49 | 46,78 | 50,83 | 52,16 | 48,39 | 46,00 | 48,85 | 49,95 | 51,17 | 55,17 | 57,09 | 62,65 | 70,61 |
| Собственный капитал |       |       |       |       |       |       |       | 5,991 | 3,581 | 1,427 | 2,508 | 2,088 | 2,471 | 4,001 | 4,814 | 7,518 | 6,454 |

## Дочерние компании
Основные консолидированные дочерние компании:
- Nissay Credit Guarantee Co., Ltd. (Япония)
- Nissay Leasing Co., Ltd. (Япония)
- Nissay Capital Co., Ltd. (Япония)
- Nissay Asset Management Corporation (Япония)
- Nissay Information Technology Co., Ltd. (Япония)
- Mitsui Life Insurance Company Limited (Япония)
- Nippon Life Insurance Company of America (США)
- NLI Commercial Mortgage Fund, LLC (США)
- NLI Commercial Mortgage Fund II, LLC (США)
- NLI US Investments, Inc. (США)

Другие компании со значительной долей Nippon Life:
- The Master Trust Bank of Japan, Ltd. (Япония)
- Corporate-Pension Business Service Co., Ltd. (Япония)
- PanAgora Asset Management, Inc. (США)
- Nissay-Greatwall Life Insurance Co., Ltd. (КНР)
- Bangkok Life Assurance Public Company Limited (Таиланд)
- Reliance Life Insurance Company Limited (Индия)
- Reliance Capital Asset Management Limited (Индия)
- Post Advisory Group, LLC (США)
- PT Sequis (Индонезия)
- PT Asuransi Jiwa Sequis Life (Индонезия)